# Windsurf World Cup 2013
Der Windsurf World Cup 2013 begann mit dem Freestyle World Cup am 26. April 2013 in Podersdorf (Österreich) und endete mit dem Aloha Classic am 6. November 2016 in Maui (USA).

## World-Cup-Wertungen

### Wave
| Rang | Name                   | Land                   | Punkte |
| ---- | ---------------------- | ---------------------- | ------ |
| 01   | Marcilio Browne        | Brasilien              | 6003   |
| 02   | Alex Mussolini         | Spanien                | 5970   |
| 03   | Víctor Fernández López | Spanien                | 5608   |
| 04   | Thomas Traversa        | Frankreich             | 5591   |
| 05   | Ricardo Campello       | Venezuela              | 5476   |
| 06   | Philip Köster          | Deutschland            | 5294   |
| 07   | Jules Denel            | Frankreich             | 5097   |
| 08   | John Skye              | Vereinigtes Königreich | 4998   |
| 09   | Leon Jamaer            | Deutschland            | 4932   |
| 10   | Klaas Voget            | Deutschland            | 4701   |

| Rang | Name                | Land        | Punkte |
| ---- | ------------------- | ----------- | ------ |
| 01   | Daida Ruano Moreno  | Spanien     | 2100   |
| 02   | Iballa Ruano Moreno | Spanien     | 2067   |
| 03   | Karin Jaggi         | Schweiz     | 2034   |
| 04   | Steffi Wahl         | Deutschland | 2001   |
| 05   | Nayra Alonso        | Spanien     | 1968   |
| 06   | Eva Oude Ophuis     | Niederlande | 1935   |
| 07   | Alice Arutkin       | Frankreich  | 1886   |
| 07   | Amanda Beenen       | Niederlande | 1886   |
| 09   | Arrianne Aukes      | Niederlande | 1787   |
| 09   | Katrien Smits       | Belgien     | 1787   |
| 09   | Justyna Sniady      | Polen       | 1787   |
| 09   | Caroline Weber      | Deutschland | 1787   |

### Freestyle
| Rang | Name                   | Land        | Punkte |
| ---- | ---------------------- | ----------- | ------ |
| 01   | Kiri Thode             | Bonaire     | 6267   |
| 02   | Gollito Estredo        | Venezuela   | 6201   |
| 02   | Steven van Broeckhoven | Belgien     | 6201   |
| 04   | Everon Frans           | Bonaire     | 6069   |
| 05   | Dieter van der Eyken   | Belgien     | 5822   |
| 06   | Davy Scheffers         | Niederlande | 5789   |
| 07   | Anthony Ruenes         | Frankreich  | 5773   |
| 08   | Elton Frans            | Bonaire     | 5690   |
| 09   | Youp Schmit            | Bonaire     | 5624   |
| 10   | Philip Soltysiak       | Kanada      | 5509   |

| Rang | Name                      | Land        | Punkte |
| ---- | ------------------------- | ----------- | ------ |
| 01   | Sarah-Quita Offringa      | Aruba       | 4200   |
| 02   | Arrianne Aukes            | Niederlande | 4134   |
| 03   | Yolanda Freites de Brendt | Venezuela   | 4068   |
| 04   | Olya Raskina              | Russland    | 4002   |
| 05   | Oda Johanne Brødholt      | Norwegen    | 3920   |
| 06   | Maaike Huvermann          | Niederlande | 3805   |
| 07   | Maxime van Gent           | Bonaire     | 3788   |
| 08   | Heleen Maijsers           | Niederlande | 3689   |
| 09   | Svetlana Martynova        | Russland    | 3590   |
| 10   | Francesca Floris          | Italien     | 3425   |

### Slalom
| Rang | Name                 | Land               | Punkte |
| ---- | -------------------- | ------------------ | ------ |
| 01   | Antoine Albeau       | Frankreich         | 6300   |
| 02   | Alberto Menegatti    | Italien            | 6201   |
| 03   | Julien Quentel       | Saint-Martin       | 6198   |
| 04   | Cyril Moussilmani    | Frankreich         | 5970   |
| 05   | Ben van der Steen    | Niederlande        | 5805   |
| 06   | Gonzalo Costa Hoevel | Argentinien        | 5772   |
| 07   | Antoine Questel      | Frankreich         | 5706   |
| 08   | Micah Buzianis       | Vereinigte Staaten | 5706   |
| 09   | Josh Angulo          | Kap Verde          | 5442   |
| 10   | Matteo Iachino       | Italien            | 5376   |

| Rang | Name                        | Land       | Punkte |
| ---- | --------------------------- | ---------- | ------ |
| 01   | Delphine Cousin             | Frankreich | 4134   |
| 02   | Valérie Arrighetti-Ghibaudo | Frankreich | 4035   |
| 03   | Karin Jaggi                 | Schweiz    | 3969   |
| 04   | Çağla Kubat                 | Türkei     | 3969   |
| 05   | Ayuka Suzuki                | Japan      | 3969   |
| 06   | Dilara Uralp                | Türkei     | 3804   |
| 07   | Lena Erdil                  | Türkei     | 3804   |
| 08   | Marion Mortefon             | Frankreich | 3474   |
| 09   | Ceren Yaman                 | Türkei     | 3309   |
| 10   | Marion Dusart               | Frankreich | 3210   |

## Podestplatzierungen Männer

### Wave
| Datum               | Ort            | 1. Platz                      | 2. Platz                      | 3. Platz                      |
| ------------------- | -------------- | ----------------------------- | ----------------------------- | ----------------------------- |
| 09.07. – 14.07.2013 | Pozo Izquierdo | Wegen zu wenig Wind abgesagt. | Wegen zu wenig Wind abgesagt. | Wegen zu wenig Wind abgesagt. |
| 03.08. – 09.08.2013 | El Médano      | Philip Köster                 | Víctor Fernández López        | Alex Mussolini                |
| 16.09. – 22.09.2013 | Klitmøller     | Marcilio Browne               | Philip Köster                 | Alex Mussolini                |
| 27.09. – 06.10.2013 | Sylt           | Wegen zu wenig Wind abgesagt. | Wegen zu wenig Wind abgesagt. | Wegen zu wenig Wind abgesagt. |
| 24.10. – 06.11.2013 | Maui           | Levi Siver                    | Bernd Roediger                | Kauli Seadi                   |

### Freestyle
| Datum               | Ort         | 1. Platz        | 2. Platz               | 3. Platz               |
| ------------------- | ----------- | --------------- | ---------------------- | ---------------------- |
| 26.04. – 30.04.2013 | Podersdorf  | Gollito Estredo | Steven van Broeckhoven | Kiri Thode             |
| 20.07. – 26.07.2013 | Costa Calma | Gollito Estredo | Kiri Thode             | Steven van Broeckhoven |
| 08.09. – 14.09.2013 | Ouddorp     | Kiri Thode      | Steven van Broeckhoven | Everon Frans           |
| 27.09. – 06.10.2013 | Sylt        | Kiri Thode      | Steven van Broeckhoven | Everon Frans           |

### Slalom
| Datum               | Ort                | 1. Platz          | 2. Platz          | 3. Platz          |
| ------------------- | ------------------ | ----------------- | ----------------- | ----------------- |
| 04.05. – 10.05.2013 | Ulsan              | Alberto Menegatti | Antoine Albeau    | Ben van der Steen |
| 11.06. – 16.06.2013 | Sant Pere Pescador | Antoine Albeau    | Julien Quentel    | Matteo Iachino    |
| 19.08. – 24.08.2013 | Alaçatı            | Antoine Albeau    | Alberto Menegatti | Julien Quentel    |
| 27.09. – 06.10.2013 | Sylt               | Antoine Albeau    | Julien Quentel    | Alberto Menegatti |

## Podestplatzierungen Frauen

### Wave
| Datum               | Ort            | 1. Platz                      | 2. Platz                      | 3. Platz                      |
| ------------------- | -------------- | ----------------------------- | ----------------------------- | ----------------------------- |
| 09.07. – 14.07.2013 | Pozo Izquierdo | Wegen zu wenig Wind abgesagt. | Wegen zu wenig Wind abgesagt. | Wegen zu wenig Wind abgesagt. |
| 03.08. – 09.08.2013 | El Médano      | Daida Ruano Moreno            | Iballa Ruano Moreno           | Karin Jaggi                   |
| 27.09. – 06.10.2013 | Sylt           | Wegen zu wenig Wind abgesagt. | Wegen zu wenig Wind abgesagt. | Wegen zu wenig Wind abgesagt. |

### Freestyle
| Datum               | Ort         | 1. Platz             | 2. Platz       | 3. Platz                  |
| ------------------- | ----------- | -------------------- | -------------- | ------------------------- |
| 20.07. – 26.07.2013 | Costa Calma | Sarah-Quita Offringa | Arrianne Aukes | Yolanda Freites de Brendt |
| 08.09. – 14.09.2013 | Ouddorp     | Sarah-Quita Offringa | Arrianne Aukes | Yolanda Freites de Brendt |

### Slalom
| Datum               | Ort     | 1. Platz             | 2. Platz        | 2. Platz                    |
| ------------------- | ------- | -------------------- | --------------- | --------------------------- |
| 04.05. – 10.05.2013 | Ulsan   | Karin Jaggi          | Delphine Cousin | Valérie Arrighetti-Ghibaudo |
| 19.08. – 24.08.2013 | Alaçatı | Sarah-Quita Offringa | Delphine Cousin | Çağla Kubat                 |

## Nationencup
| Rang | Land               | Punkte |
| ---- | ------------------ | ------ |
| 01   | Frankreich         | 10,2   |
| 02   | Niederlande        | 14     |
| 03   | Vereinigte Staaten | 25     |
| 04   | Venezuela          | 27,5   |
| 05   | Aruba              | 29     |
| 05   | Schweiz            | 29     |

## Konstrukteurscup
| Rang | Firma        | Punkte |
| ---- | ------------ | ------ |
| 01   | Starboard    | 3,4    |
| 02   | JP Australia | 8      |
| 03   | Tabou        | 11     |
| 04   | Fanatic      | 13     |
| 05   | RRD          | 13,7   |